# Trest smrti v Albánii
Trest smrti v Albánii byl za vraždu zrušen 1. října 2000, ale stále zůstal zachován za vlastizradu a řadu zločinů podle vojenského práva. K úplnému zrušení trestu smrti došlo v roce 2007. Poslední poprava byla vykonána dne 25. června 1992, kdy byli pověšeni bratři Ditbardh a Josef Cuko. Jejich poprava byla veřejná a muži byli popraveni na náměstí ve Fier.
Během období, kdy byla Albánie komunistickou zemí, byl trest smrti v letech 1941 až 1985 hojně používán.
Dne 4. dubna 2000 podepsala Albánie protokol č. 6 Úmluvy o ochraně lidských práv a základních svobod. Ratifikován byl 21. září 2000 a v platnost vešel 1. října 2000. Protokol č. 13 Úmluvy o ochraně lidských práv a základních svobod země podepsala 26. května 2003. Ratifikovala jej 6. února 2007 a v platnost vešel 1. června 2007. Dne 17. října 2007 Albánie přistoupila k Druhému opčnímu protokolu Mezinárodního paktu o občanských a politických právech.